# 勒加 (伊泽尔省)
勒加（法語：Le Gua，法語發音：[lə ɡa]）是法国伊泽尔省的一个市镇，属于格勒诺布尔区。

## 地名
该地名“Le Gua”发音为[lə ɡa]而非[lə ɡwa]，《世界地名翻译大辞典》与《世界地名译名词典》将其误译作“勒瓜”。

## 地理
勒加（45°1'31"N, 5°38'52"E）面积28.48 平方千米，位于法国奥弗涅-罗讷-阿尔卑斯大区伊泽尔省，该省份为法国东南部内陆省份，北起顺时针与安省、萨瓦省、上阿尔卑斯省、德龙省、阿尔代什省、卢瓦尔省和罗讷省。
与勒加接壤的市镇（或旧市镇、城区）包括：圣保罗德瓦尔斯、维夫、维拉尔德朗斯、贝尔纳堡、圣马丹德拉克吕兹、米里贝勒-朗沙特尔。
勒加的时区为UTC+01:00、UTC+02:00（夏令时）。

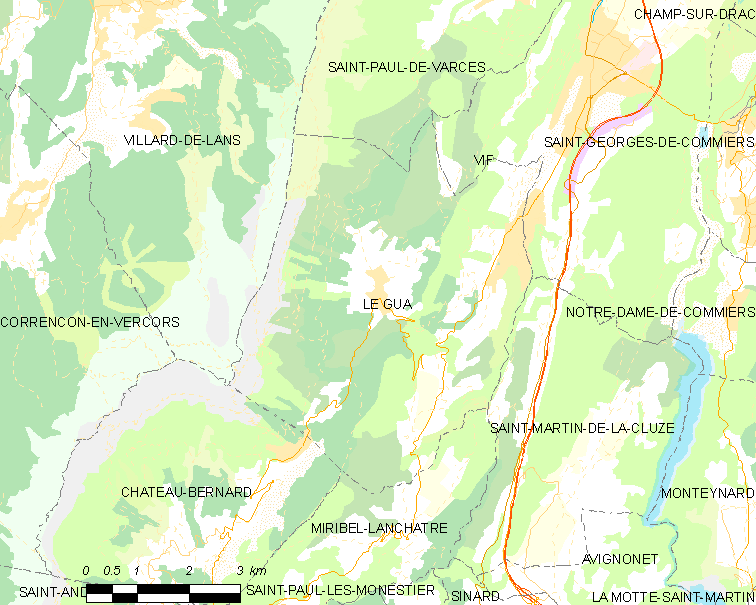
勒加的OSM定位图

## 行政
勒加的邮政编码为38450，INSEE市镇编码为38187。

## 政治
勒加所属的省级选区为勒蓬德克莱县。

## 人口

1962-2008年间勒加人口变化图示

勒加于2022年1月1日时的人口数量为1883人。